# Тюбінген (район)
Район Тюбінген (нім. Landkreis Tübingen) — район землі Баден-Вюртемберг, Німеччина. Район підпорядкований урядовому округу Тюбінген. Центром району є місто Тюбінген. Населення становить 228 471 ос. (станом на 31 грудня 2020), площа  — 519,18 км². 

## Демографія
Густота населення в районі становить 426 чол./км².
| Рік             | Населення |
| --------------- | --------- |
| 31. грудня 1973 | 164.517   |
| 31. грудня 1975 | 165.487   |
| 31. грудня 1980 | 172.803   |
| 31. грудня 1985 | 179.937   |
| 27. травня 1987 | 175.855   |

| Рік             | Населення |
| --------------- | --------- |
| 31. грудня 1990 | 193.334   |
| 31. грудня 1995 | 203.968   |
| 31. грудня 2000 | 208.535   |
| 31. грудня 2005 | 216.477   |
| 31. грудня 2010 | 221.304   |

## Міста і громади
Район поділений на 3 міста та 12 громад.